# ديريك ستاثام
ديريك ستاثام (بالإنجليزية: Derek Statham)‏ هو لاعب كرة قدم بريطاني في مركز ظهير ‏، ولد في 24 مارس 1959 في ولفرهامبتن في المملكة المتحدة. شارك مع منتخب إنجلترا تحت 21 سنة لكرة القدم ومنتخب إنجلترا لكرة القدم. أما مع النوادي، فقد لعب مع ستوك سيتي ونادي تلفورد يونايتد ونادي ساوثهامبتون ونادي والسول ووست بروميتش ألبيون.

## وصلات خارجية
- ديريك ستاثام على موقع قاعدة بيانات كرة القدم.إي يو (الإنجليزية)
- ديريك ستاثام على موقع ناشيونال فوتبول تيمز (الإنجليزية)